# چو ریونگ هی
چو ریونگ هی  (انگلیسی: Choe Ryong-hae؛ زادهٔ ۱۵ ژانویهٔ ۱۹۵۰) سیاست‌مدار اهل کره شمالی و عضو هیئت رئیسه دفتر سیاسی حزب کارگران کره است و به عنوان معاون اول کمیسیون مصالح حکومتی ایفای نقش می‌کند. او سال ۲۰۱۹ به عنوان رئیس‌جمهور کره شمالی انتخاب شد و بعد از ۲۰ سال جای کیم یونگ نام را گرفت؛ لذا او نماینده کره شمالی در مناسبات بین‌المللی نیز محسوب می‌شود. او در عین حال از مقامات ارشد نظامی و دایره سازمان‌دهی و ارشاد حزب کارگران کره نیز بوده‌است که به عنوان ضابط وفاداری به رژیم ایفای نقش می‌کند؛ او احتمالاً دومین مرد قدرتمند در کره شمالی است.